# Constante gravitacional universal
A constante de gravitação universal, também chamada de constante newtoniana da gravitação, constante gravitacional universal, constante de Newton ou constante gravitacional (símbolo: G), é uma constante física de caráter universal que figura na lei da gravitação universal de Isaac Newton.
Segundo a lei da gravitação universal, à parte considerações vetoriais aqui não relevantes, a força de atração entre dois corpos é diretamente proporcional ao produto de suas massas e inversamente proporcional ao quadrado da distância que as separa. A constante de gravitação universal é a constante que permite escrever essa relação de proporcionalidade em forma de uma igualdade: 
{\displaystyle F=G{\frac {m_{1}m_{2}}{r^{2}}}}.
Assim como outras constantes físicas, um dos principais papeis da constante de gravitação universal G é estabelecer a correção da lei física associada no que tange às unidades e à análise dimensional. Em unidades adotadas no Sistema Internacional de Unidades, seu valor expressa a atração gravitacional, em newtons, que se verifica experimentalmente existir entre dois objetos de massa de um quilograma cada, quando separados pela distância de um metro. O melhor valor aceito atualmente é:
{\displaystyle G=6,674184\times 10^{-11}{\text{  m}}^{3}{\text{ kg}}^{-1}{\text{ s}}^{-2},}
com incerteza na última casa decimal. A unidade apresentada junto ao valor numérico da constante é por vezes escrita, de forma equivalente, como Nm2/kg2.
A constante de gravitação universal G não deve ser confundida com g (em minúscula), que é o símbolo normalmente associado à variável que representa a intensidade da aceleração da gravidade terrestre junto à superfície do planeta, ou outro astro, quando explicitamente especificado. Em termos de G, g é expressa como:
{\displaystyle g={\frac {GM}{r^{2}}}},
em que M e r representam nesse caso a massa e o raio do astro esférico.  Para a Terra, tem-se que a aceleração da gravidade vale por volta de g = 9,81 m/s2.

## Valor verdadeiro convencional
O CODATA, recomenda para a constante de gravitação universal o valor de:
{\displaystyle G=6,674184\times 10^{-11}\quad {\text{m}}^{3}{\text{ kg}}^{-1}{\text{ s}}^{-2}}. (notação concisa)
Este é o melhor valor estimado experimentalmente para a constante de gravitação universal, conhecido também como valor verdadeiro convencional (de uma grandeza).
Como sabe-se da teoria das medidas, toda medida experimental apresenta incerteza intrínseca que deve figurar junto à expressão da medida, e a constante da gravitação não é exceção. Porém essa é hoje conhecida com mais do que satisfatória precisão para quase todos os fins práticos e teóricos.

## Medições de G
Outra estimativa de autoridade é dada pela International Astronomical Union.
Trata-se de uma das constantes físicas cujo valor é menos preciso. A massa do Sol, como é calculada a partir desta constante é, portanto, também calculada com alguma incerteza. A primeira medição do seu valor foi efetuada por Henry Cavendish, na sua obra Philosophical Translations, de 1798.
A força gravitacional é relativamente fraca. Como exemplo, duas massas de 3 000 kg colocadas com seus centros de gravidade a uma distância de 3 metros uma da outra atraem-se com uma força de de aproximadamente 67 micronewtons. Essa força é aproximadamente igual ao peso de um grão de areia.
O erro na medição de G é muito alto para ser usado, por exemplo, em estudos sobre a gravidade. Por isso, costuma-se usar o valor de GM, sendo M um corpo celeste.
Para a Terra, temos:
{\displaystyle \mu =GM=(398600,4418\pm 0,0008)\ {\mbox{km}}^{3}\ {\mbox{s}}^{-2}.}

## Teoria gravitacional de Le Sage
No contexto da teoria gravitacional de Le Sage, a constante gravitacional é um número composto. Há várias abordagens teóricas. Por exemplo, Sergey Fedosin expressou a constante como:
{\displaystyle ~G={\frac {\varepsilon _{c}\sigma ^{2}}{4\pi M_{n}^{2}}}.}